# Norridgewock
Norridgewock est une ville située dans le comté de Somerset, dans l’État du Maine, aux États-Unis. Sa population s’élevait à 3 367 habitants lors du recensement de 2010, estimée à 3 316 habitants en 2014.

## Source
- (en) Cet article est partiellement ou en totalité issu de l’article de Wikipédia en anglais intitulé « Norridgewock, Maine » (voir la liste des auteurs).